# RASCOMSTAR
RascomStar-Qaf est une compagnie privée de droit mauricien, dont le siège est à Port-Louis (Île Maurice), chargée de l’implémentation et de l’exploitation du premier projet de télécommunications par satellite dédié au continent africain, sous la tutelle de l'organisation panafricaine Rascom.

## RASCOM-QAF1
RASCOM-QAF1 (RQ1) est le premier satellite de la flotte. Il utilise la plateforme Spacebus 4000B3, stabilisée sur 3 axes. Son lancement a été effectué le 21 décembre 2007 par une fusée Ariane 5.
À la suite de son lancement le 21 décembre 2007, un problème survenu au niveau d’un sous-ensemble de régulation de pression a provoqué une fuite d’hélium retardant sa mise sur orbite finale. Le 8 janvier 2008, le fabricant du satellite Thales Alenia Space a démarré une procédure de mise sur orbite qui a duré 4 semaines. L’orbite a bien été atteinte mais la durée de vie du satellite a été réduite à 2,5 ans au lieu de 15 ans, à la suite de la fuite d'hélium.
Il est entré en service sur la position 2.85° Est, en Août 2008, fournissant une couverture totale du continent africain, le sud de l'Europe et une partie du Moyen-Orient.
Il fournit des services de télévision, de téléphonie, de transfert de données, de connectivité internet, en bande C et Ku.
Il dispose d'une couverture :
- Globale, en Bande C : Afrique, le sud de l'Europe et une partie du Moyen-Orient.
- En Bande Ku: un spot couvrant la moitié Nord de l'Afrique et un deuxième spot, couvrant la moitié Sud de l'Afrique.

RASCOM-QAF1 a été remplacé avec succès à sa position orbitale 2.85° E, après une période de cohabitation avec le satellite de remplacement RASCOM-QAF1R ( "R" pour Remplacement).

## RASCOM-QAF1R
Le lancement de Rascom-QAF1R (RQ1R), identique à RASCOM-QAF1, a été effectué le 4 août 2010 par un lanceur Ariane 5 depuis le Centre spatial guyanais. Sa masse au lancement est d’environ 3 050 kg.
Le satellite Rascom-QAF1R, également construit par Thales Alenia Space, dans le cadre d’un contrat clés en main avec le fournisseur panafricain de services par satellite RascomStar-QAF, fournira pendant 18 ans des services de télécommunications dans les zones africaines rurales, des liaisons interurbaines et internationales, des services de télévision directe et d’accès Internet.
Basé sur la même plate-forme Spacebus 4000B3 stabilisée sur 3 axes que son prédécesseur RASCOM-QAF1, ce satellite de forte puissance est équipé de:
- 12 répéteurs en Bande Ku.
- 8 répéteurs en bande C.

Il dispose de la même couverture que son prédécesseur RASCOM-QAF 1.
Il remplace Rascom-QAF 1 et est positionné à 2,9° de longitude Est. 

## RASCOM
La mission de Rascom est de "mettre à la disposition de toutes les régions des pays africains, des moyens efficaces et économiques de télécommunication et de répondre à leurs besoins en matière de radiodiffusion sonore et télévisuelle, en ayant recours à toutes technologies appropriées, y compris un système régional de communication par satellite convenablement intégré aux réseaux nationaux existants et/ou planifiés afin de favoriser le développement des pays d'Afrique".

## Membres
En mars 2005, ce sont 45 pays africains sur un total de 53 pays qui ont signé la Convention de RASCOM :
| - Algérie - Tunisie - Égypte - Libye - Mauritanie - Bénin - Burkina Faso - Cap-Vert - Côte d'Ivoire - Gambie - Ghana - Guinée - Guinée-Bissau - Liberia - Mali - Niger - Nigeria - Sénégal - Sierra Leone - Togo | - Algérie - Tunisie - Égypte - Libye - Mauritanie - Bénin - Burkina Faso - Cap-Vert - Côte d'Ivoire - Gambie - Ghana - Guinée - Guinée-Bissau - Liberia - Mali - Niger - Nigeria - Sénégal - Sierra Leone - Togo | - Afrique du Sud - Angola - Burundi - Cameroun - République centrafricaine - République du Congo - République démocratique du Congo - Gabon - Lesotho - Ouganda - Namibie - Soudan - Eswatini - Tchad - Zambie - Zimbabwe | - Afrique du Sud - Angola - Burundi - Cameroun - République centrafricaine - République du Congo - République démocratique du Congo - Gabon - Lesotho - Ouganda - Namibie - Soudan - Eswatini - Tchad - Zambie - Zimbabwe | - Comores - Djibouti - Érythrée - Éthiopie - Kenya - Malawi - Maurice - Mozambique - Tanzanie | - Comores - Djibouti - Érythrée - Éthiopie - Kenya - Malawi - Maurice - Mozambique - Tanzanie |

À la même date, les opérateurs de télécommunication, y compris des organes de régulation de ces pays, au nombre de 43, ont signé l'Accord d’Exploitation de RASCOM ; seuls la Namibie et le Lesotho ne l'ont pas fait.